# Lawrence Livermore National Laboratory
Lawrence Livermore National Laboratory (LLNL), lige udenfor Livermore i Californien, er et forsknings- og udviklingscenter grundlagt af University of California i 1952.
37°41′10″N 121°42′34″V / 37.686°N 121.7095°V